# Корал-Харбор
Корал-Харбор (англ. Coral Harbour, инуктитут ᓴᓪᓖᑦ / Salliit) — эскимосская деревня, расположенная на острове Саутгемптон в регионе Киваллик территории Нунавут, Канада. Численность населения — 834 чел. (2011). Почтовый индекс — X0C 0C0.
Эскимосское название деревни Корал-Харбор — Salliit, что переводится как «плоский». Поселение получило своё название также благодаря кораллам, которые можно найти в водах недалеко от деревни. Единственный способ добраться до Корал-Харбор — с помощью самолёта, и главный вид транспорта на острове собачьи упряжки и снегоходы. Несмотря на суровый климат, дикая природа на острове разнообразная. Среди животных можно встретить тюленей, белых медведей, карибу, моржей и редко соколов. Корал-Харбор — единственное поселение в провинции Нунавут, которое не переводит стрелки часов назад или вперёд для продления дневных суток.